# 10642 Шармен
10642 Шармен (10642 Charmaine) — астероїд головного поясу, відкритий 19 січня 1999 року у Сан-Марчелло-Пістоїєзе астрономами Андреа Боаттіні та Лучано Тезі. Його орбіта характеризується великою піввіссю 3,08 а.о., ексцентриситетом 0,08 і нахилом 2,3° відносно екліптики.
Тіссеранів параметр щодо Юпітера — 3,224.